# Zbrojnik lamparci
Zbrojnik lamparci, gibiceps (Pterygoplichthys gibbiceps) – słodkowodna ryba z rodziny zbrojnikowatych (Loricariidae). Popularna ryba akwariowa.

## Występowanie
Dorzecza górnych i środkowych biegów Amazonki i Orinoko.

## Opis
Ciało masywne, szerokie. Dość duża głowa, szerokie płetwy piersiowe i brzuszne. Bardzo wysoka płetwa grzbietowa. Całe ciało łącznie z płetwami pokryte jest ciemnobrązowymi cętkami – o różnorodnych kształtach – rozdzielonymi jasnobrązowym wypełnieniem.
Zbrojnik lamparci osiąga w warunkach naturalnych 50–60 cm długości (w akwariach 40–50 cm). Jest rybą stosunkowo spokojną, jedynie wobec innych ryb żerujących przy dnie potrafi być agresywny. W wystroju akwarium zaleca się umieszczenie korzeni, kamieni, grubych kawałków bambusa lub rurek o dużej średnicy, które służą mu za kryjówki. Uważany za rybę twardą w kontaktach z innymi, nawet agresywnymi gatunkami. Dobrze radzi sobie z agresją silnych pielęgnic, czy innych zbrojników. Aktywny głównie o zmroku i w nocy, w dzień chowa się w swojej kryjówce, choć można go przyzwyczaić do dziennej aktywności. Żyje ponad 20 lat.
Nie są znane przypadki rozmnażania w niewoli, ponieważ w naturze tarło odbywa się na głębokości kilkunastu metrów. Wyjątkiem są specjalne, głębokie stawy hodowlane w krajach tropikalnych, gdzie ryby te są rozmnażane na handel.
Dymorfizm płciowy nie jest uwidoczniony.

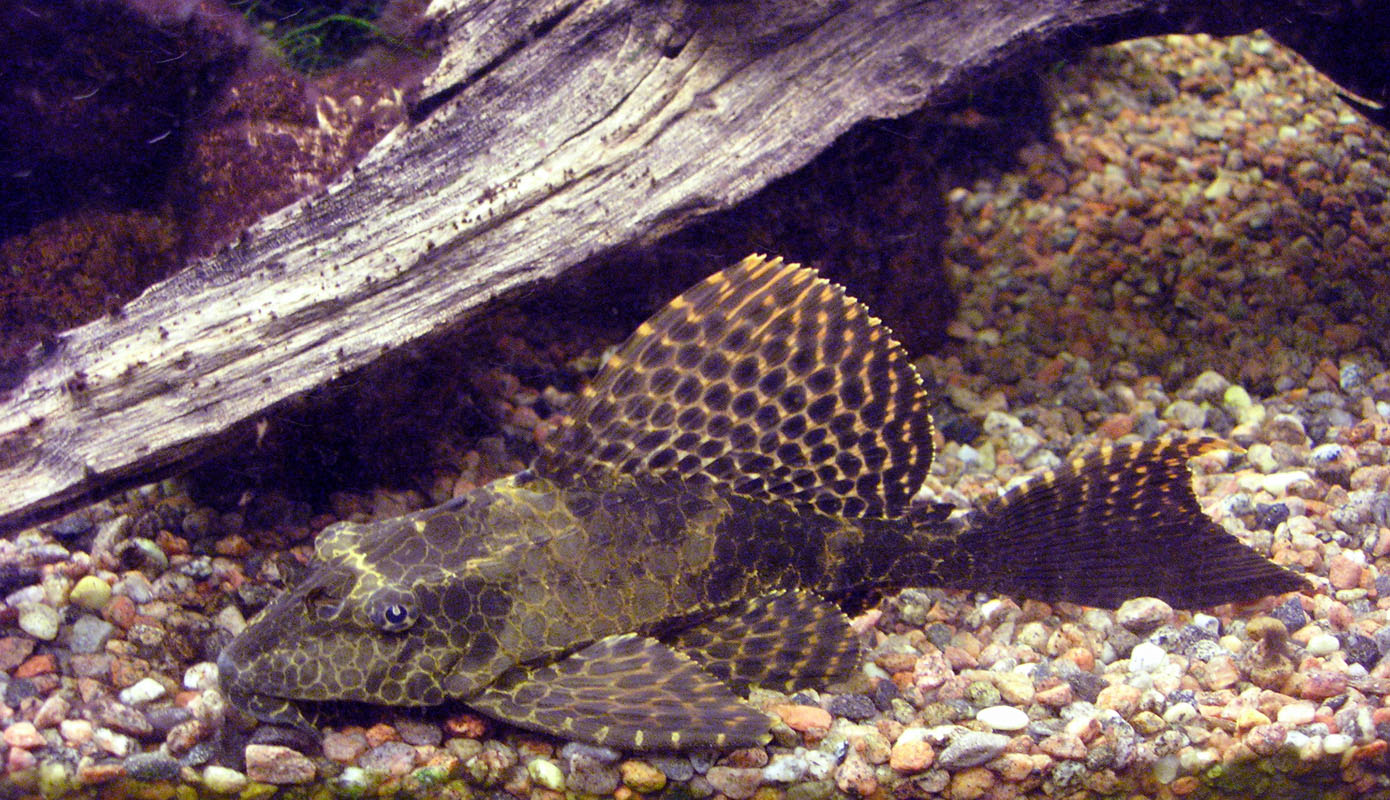
Zbrojnik lamparci w akwarium

| Zalecane warunki w akwarium | Zalecane warunki w akwarium                      |
| --------------------------- | ------------------------------------------------ |
| Zbiornik                    | duży, minimum 100 cm długości, dobrze natleniony |
| Temperatura wody            | 22–27 °C                                         |
| Twardość wody               | miękka do twardej 4–18 °n                        |
| Skala pH                    | ok. 7                                            |
| Pokarm                      | głównie roślinny, warzywa, tabletki              |